# Schiederberg
Schiederberg ist ein Gemeindeteil der Gemeinde Schwindegg im oberbayerischen Landkreis Mühldorf am Inn.

## Lage
Der Weiler Schiederberg liegt unmittelbar südlich der Bahnstrecke München–Simbach 1,8 km nordwestlich vom Schloss Schwindegg und in der Luftlinie 2 Kilometer nördlich der Bundesautobahn A 94. Von deren Ausfahrt 16 (Schwindegg) ist Hassenham über Schwindegg auf einer knapp 7 Kilometer langen Fahrt über Schwindegg erreichbar.

## Bevölkerungsentwicklung
In Schiederberg gab es 1871 insgesamt 25 Einwohner. Im Mai 1987 lebten dort 14 Einwohner in sechs Wohngebäuden.
| Jahr      | 1871 | 1925 | 1950 | 1970 | 1987 |
| Einwohner | 25   | 28   | 33   | 17   | 14   |